# Cromvoirt
Cromvoirt  é uma aldeia no município neerlandês de Vught, na província de Brabante do Norte com cerca de 780 habitantes (31 de dezembro de 2008, fonte: CBS).

## História
Cromvoirt foi um município independente de 1811 a 1933, quando passou a fazer parte de Vught. Na rua St. Lambert ainda é possível ver o prédio da antiga prefeitura (1899). A parte norte do ex-município, contendo o hamlet de Deuteren, foi anexado ao município de 's-Hertogenbosch.

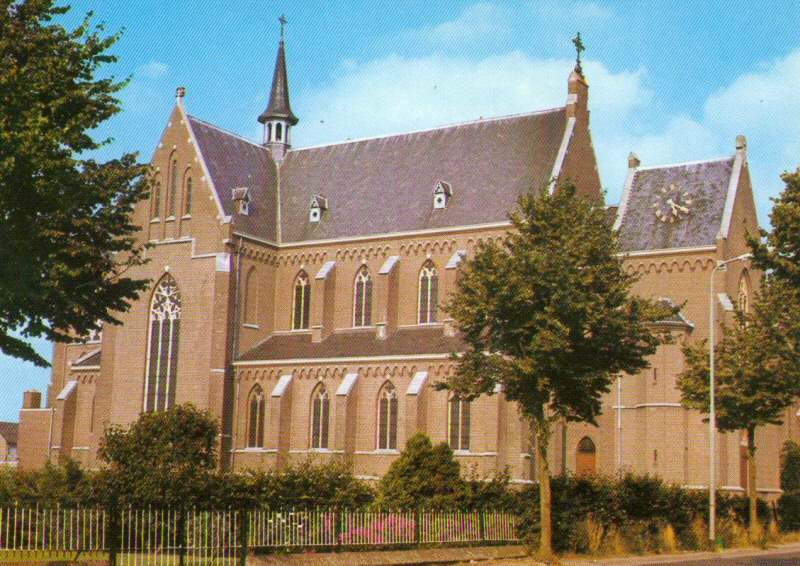
A Igreja de São Lamberto